# Catoosa megye
Catoosa megye az Amerikai Egyesült Államokban, azon belül Georgia államban található. Megyeszékhelye Ringgold, legnagyobb városa Fort Oglethorpe. Lakosainak száma 67 872 fő (2020. április 1.). Catoosa megye Hamilton, Whitfield és Walker megyékkel határos.

## Népesség
A megye népességének változása:
| Lakosok száma | 64 013 | 64 855 | 64 979 | 65 311 | 66 050 | 67 872 |
|               | 2010   | 2011   | 2012   | 2013   | 2015   | 2020   |